# Судзукі Хідето
Судзукі Хідето (яп. 鈴木 秀人, нар. 7 жовтня 1974, Сідзуока) — японський футболіст.

## Виступи за збірну
1997 року дебютував в офіційних матчах у складі національної збірної Японії. Відтоді провів у формі головної команди країни 1 матч.

## Статистика виступів
| Збірна Японії | Збірна Японії | Збірна Японії |
| Роки          | Ігри          | голи          |
| ------------- | ------------- | ------------- |
| 1997          | 1             | 0             |
| Усього        | 1             | 0             |

## Титули і досягнення
- Клубні:
  - Чемпіон Японії: 1997, 1999, 2002
  - Володар Кубка Імператора: 2003
  - Володар Кубка Джей-ліги: 1998
  - Володар Суперкубка Японії: 2000, 2003, 2004
  - Переможець Ліги чемпіонів АФК: 1999
  - Володар Суперкубка Азії: 1999
- Особисті:
  - у символічній збірній Джей-ліги: 2002